# Mộc lan Thiên Mục
Mộc lan Thiên Mục (danh pháp hai phần: Magnolia amoena) là một loài thực vật thuộc họ Magnoliaceae. Đây là loài đặc hữu tại các tỉnh An Huy, Giang Tô, Giang Tây, Chiết Giang thuộc Trung Quốc. Sinh trưởng trong rừng, tại độ cao từ 700 tới 1.000 m. Tên gọi đặt theo dãy núi Thiên Mục ở tây bắc tỉnh Chiết Giang.

## Hình ảnh

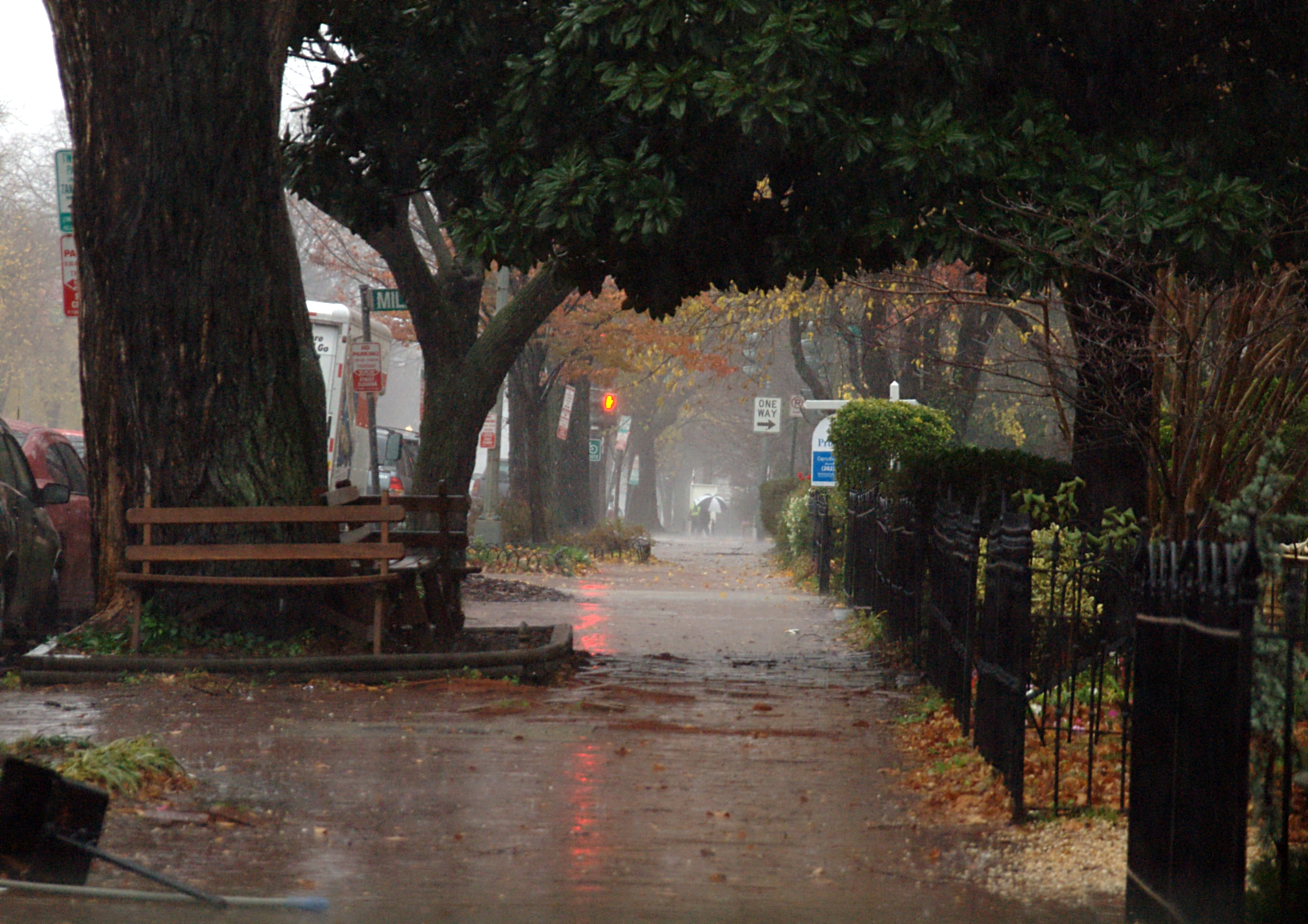
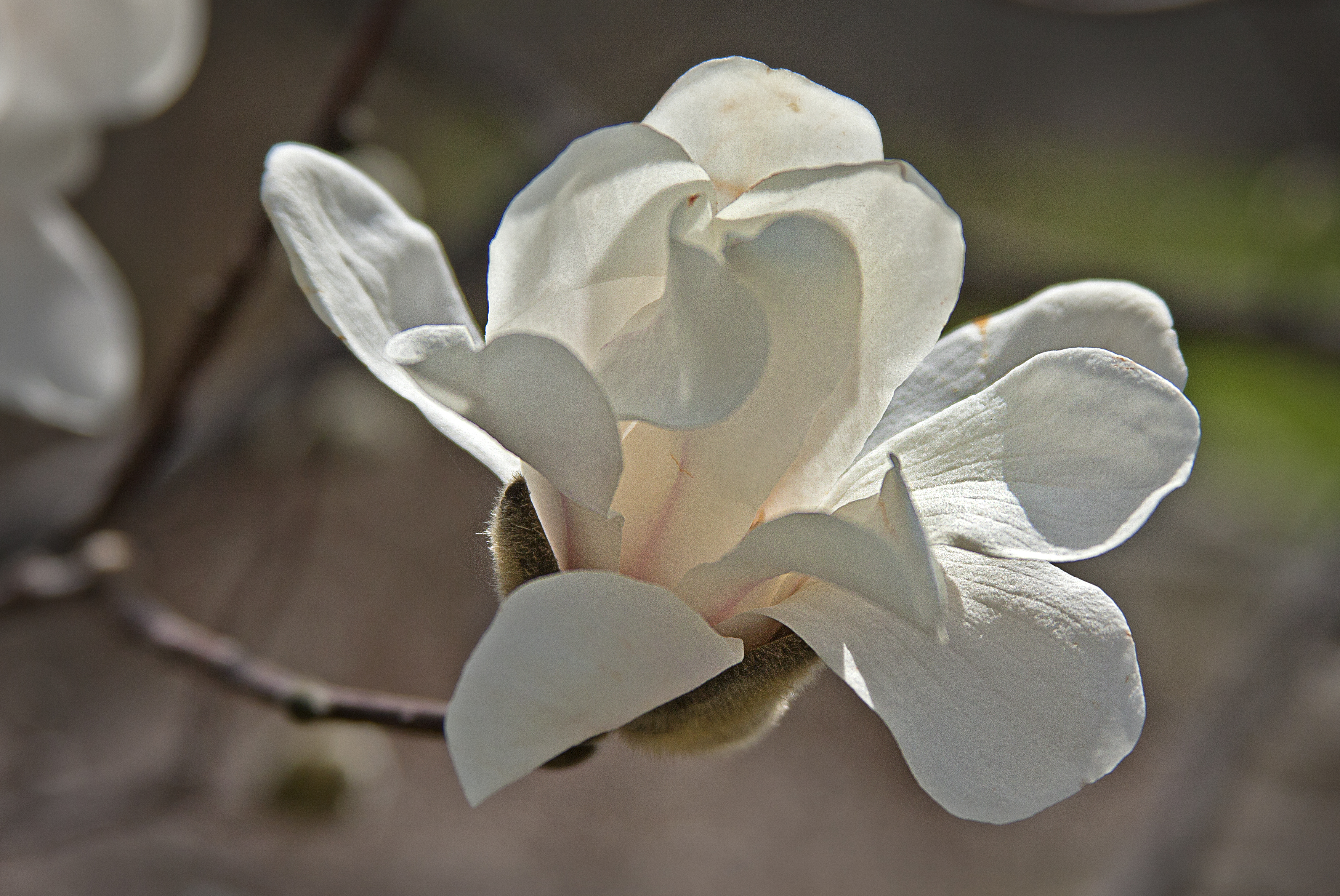
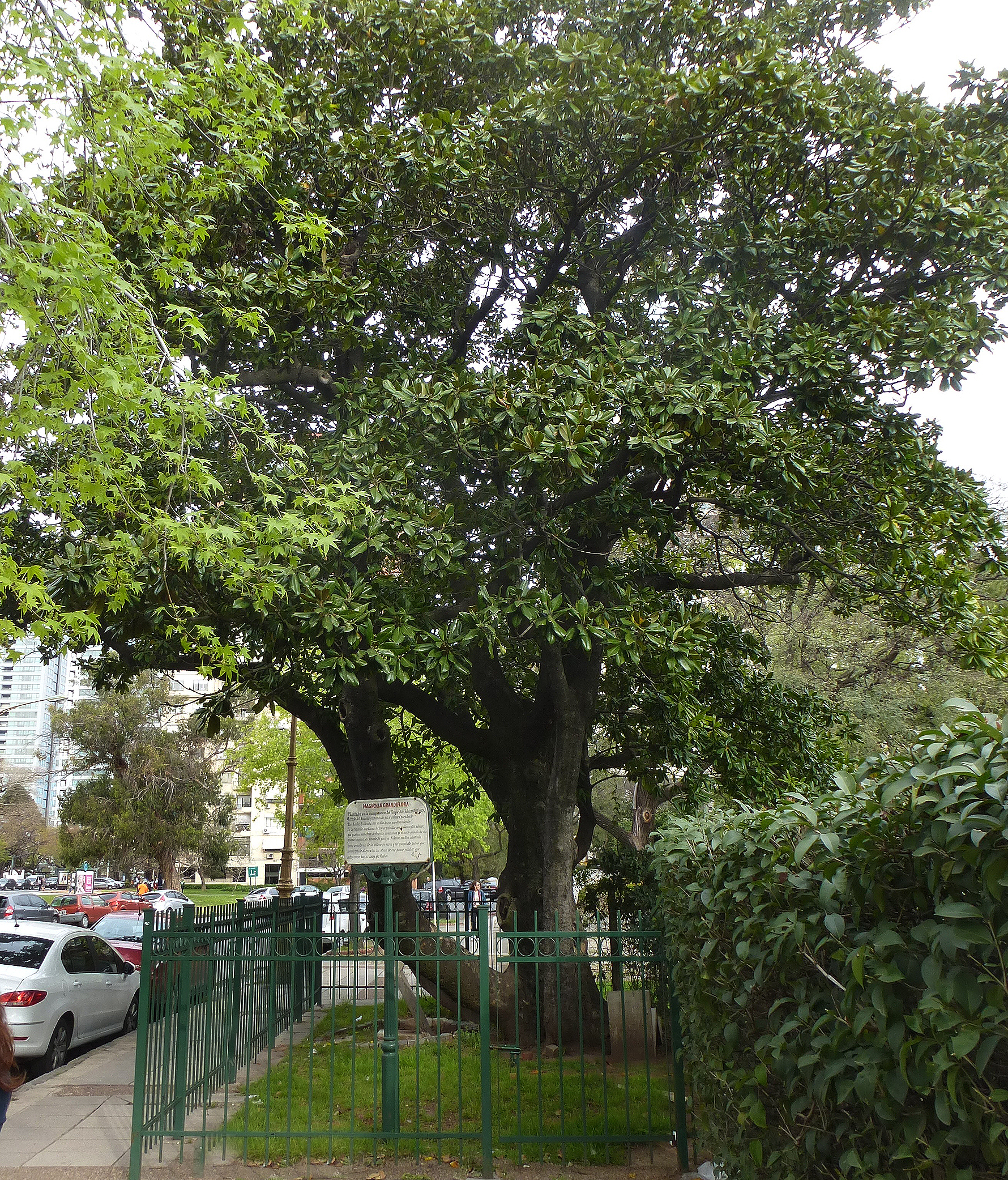
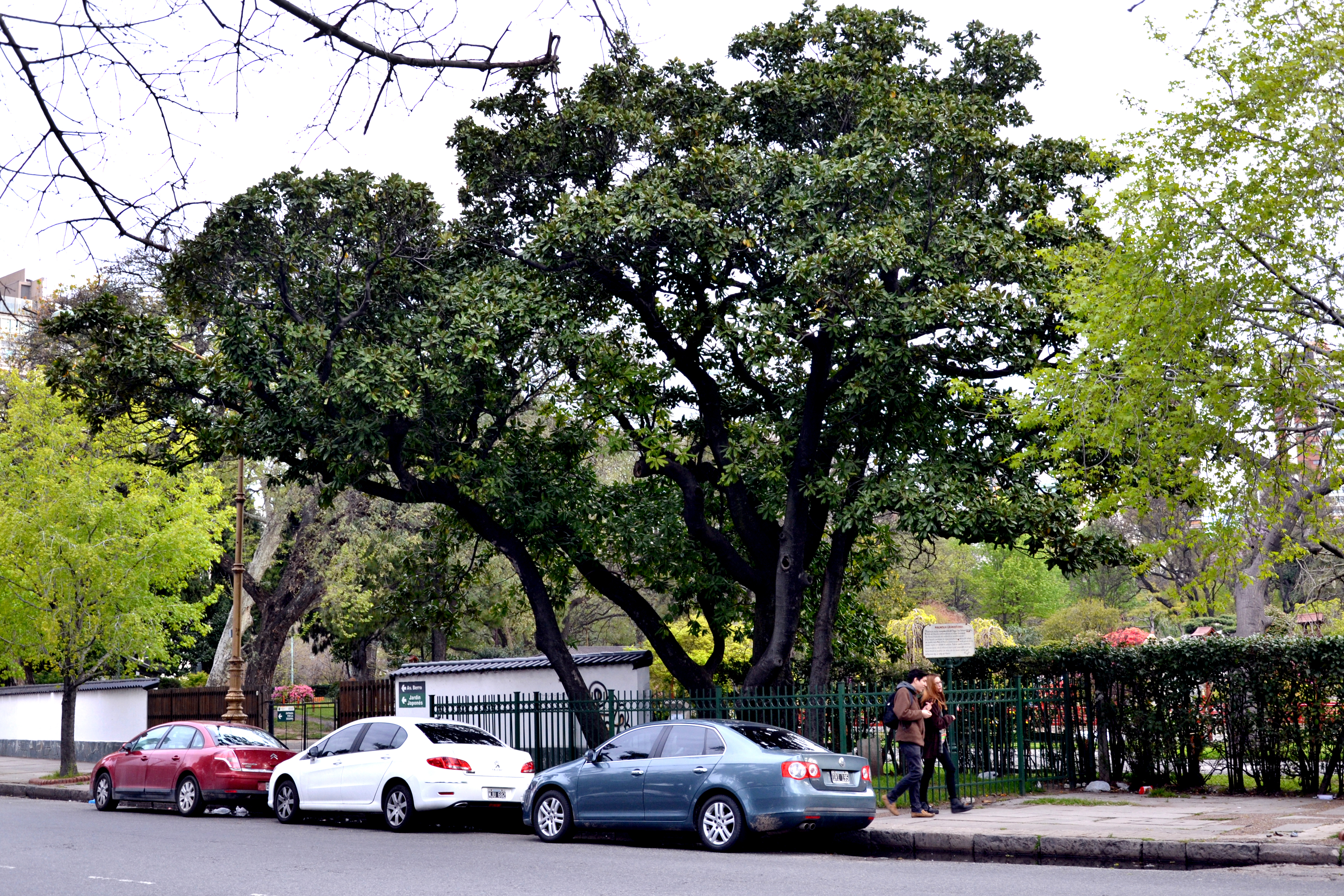